# Поммербі
Поммербі (нім. Pommerby), а також Поммербю (дан. Pommerby) — громада в Німеччині, розташована в землі Шлезвіг-Гольштейн. Входить до складу району Шлезвіг-Фленсбург. Складова частина об'єднання громад Гельтінгер-Бухт.
Площа — 5,55 км2. Населення становить 159 ос. (станом на 31 грудня 2020).